# Тайна семи циферблатов (сериал)
«Тайна семи циферблатов» (англ. Seven Dials Mystery) — предстоящий детективный телесериал, экранизация одноимённого романа Агаты Кристи по сценарию Криса Чибналла. Главные роли исполнили Миа Маккенна-Брюс, Мартин Фримен и Хелена Бонем Картер. Премьера запланирована на сервисе Netflix.

## Сюжет
Действие сериала разворачивается в 1920-е годы. Розыгрыш приводит к убийству в английском загородном доме.

## В ролях
- Миа Маккенна-Брюс — леди Эйлин Брент
- Мартин Фримен — суперинтендант Баттл
- Хелена Бонем Картер — леди Катерхэм
- Эдвард Блюмель — Джимми Тесигер

## Производство
Сценарий экранизации написал Крис Чибналл, исполнительным продюсером стала Сюзанна Макки, а также Крис Сассман от компании Orchid Pictures. Крис Суини стал режиссёром сериала. Чибналл также является исполнительным продюсером, как и Джеймс Притчард от компании Agatha Christie Limited.
В июне 2024 года в актёрский состав вошли Миа Маккенна-Брюс, Хелена Бонем Картер и Мартин Фримен. В следующем месяце к актёрскому составу присоединился Эдвард Блюмель.
Съёмки начались в Великобритании в июне 2024 года. и прошли в Бристоле и Бате.